# Sportbond
Een sportbond, ook sportfederatie of sportliga genoemd, is een belangenorganisatie die de sportverenigingen actief in een sporttak groepeert, vertegenwoordigt en de belangen van de sportverenigingen verdedigt, maar ook een regelgevende of sanctionerende functie heeft bij de inrichting van sportcompetities tussen die sportverenigingen. Sportbonden kunnen zelfs actief zijn in meerdere sporten, of de belangen van omnisportverenigingen verdedigen.
Sportbonden zijn er in verschillende juridische en organisatorische vormen en hebben een verscheidenheid aan regelgevende functies. Voorbeelden hiervan kunnen het toekennen van licenties aan kandidaatsporters eventueel na een evaluatie van de geschiktheidsvereisten zijn, disciplinaire maatregelen zijn voor overtredingen van regels en het beslissen over regelwijzigingen in de sport(en) die ze besturen. De bestuursorganen van sportbonden kunnen ook een verschillende werkingssfeer hebben. Zij kunnen betrekking hebben op een reeks sporten op internationaal niveau, zoals het Internationaal Olympisch Comité en het Internationaal Paralympisch Comité, of slechts één sport op nationaal of ander bestuurlijk of geografisch niveau, zoals de Koninklijke Belgische Voetbalbond of Koninklijke Nederlandse Voetbalbond. Nationale organen zullen veelal aangesloten zijn bij internationale organen voor dezelfde sport.
Een sportbond groepeert veelal sportverenigingen uit een bepaald geografische zone, van een gewest, regio of deelstaat tot een staat met de voornoemde nationale sportbonden of een continent. Elke sporttak heeft wel een mondiale sportbond die de verschillende continentale en/of nationale sportbonden van die sport verenigt.
Door de verschillende finaliteit en organisatie van sportverenigingen, sportbonden en sportbonden onderling zijn alle mogelijke combinaties aanwezig waarbij een vereniging lid kan zijn van meerdere bonden, of ook bonden lid zijn van meerdere andere, bv. internationale, sportbonden.